# Armand Joseph Bruat
Armand Joseph Bruat, né à Colmar le 26 mai 1796 et mort le 19 novembre 1855 à Messine en Italie, est un officier de marine français. Il sert dans la Marine française pendant la première moitié du XIXe siècle et parvient à la dignité d'Amiral de France.

## Biographie
Né à Colmar le 26 mai 1796, il passe son enfance à Oberlarg, dans le sud de l'Alsace, près du château du Morimont qui était la propriété de son père, Joseph Bruat, juge au tribunal civil d'Altkirch.
En 1811, à l'âge de 15 ans, il entra au service de la marine, à bord du vaisseau-école de Brest.
En 1815, il fait une campagne à Copenhague, au Brésil et aux Antilles, sur le brick le Hussard.
En 1817, il sert à bord de la corvette l'Espérance, qui tient trois ans la station du Levant, et est nommé enseigne de vaisseau.
De 1819 à 1824 il est officier de manœuvres sur le Conquérant, le Foudroyant, et sur la frégate la Diane.
En 1824, il fait une laborieuse campagne dans la mer du Sud (Océan Pacifique), à bord de la corvette la Diligente, et contribue à la prise du corsaire Général Quintanilla. Au retour, il est fait lieutenant de vaisseau, et embarqué sur le Breslaw comme officier de manœuvre.
En 1827, c'est le Breslaw qui, à Navarin, dégagea l'amiral russe, force le vaisseau qui combattait l'Albion de couper ses câbles et de se jeter à la côte, et fait couler la frégate que montait l'amiral turc et une autre frégate. Bruat est décoré pour sa conduite dans cette action.
L'année suivante il obtient le commandement du brick le Silène, c'est sur ce brick qu'il va croiser jusque sous les forts d'Alger, et exécuter de nombreuses prises en vue du port. C'est aussi alors qu'en suivant le commandant d'Assigny, qui montait le brick l'Aventure, il fait naufrage sur les côtes d'Afrique. Sur 200 hommes de l'équipage français, 110 sont massacrés. Le reste n'est sauvé que par le dévouement et l'énergie des deux capitaines.
Bruat, prisonnier à Alger, fait passer à l'amiral Duperré une note sur l'état de la place. Cet acte l'exposait aux plus grands dangers.
Depuis 1830, la carrière militaire du capitaine Bruat est des plus actives. Il est attaché à la station de Lisbonne. C'est dans le Tage qu'en mai 1838 il reçoit sa nomination de capitaine de vaisseau, et passe sous les ordres de l'amiral Lalande à bord de l'Iéna, et devint son capitaine de pavillon. C'est en cette qualité qu'il commande ce vaisseau de 92 canons, navire amiral de l'escadre d'Orient lors de la crise d'Orient (1839-1841).
De l'Iéna, il passe sur le Triton sous l'amiral Hugon, le quitte en juillet 1841, et fait partie du conseil des travaux de la marine à Toulon.
Le 2 décembre 1841 à Paris  il épouse Caroline-Félicie Peytavin, fille de Jean Baptiste Peytavin, receveur principal des douanes et de Marie Thérèse Antoinette Espariat.
Il est appelé, en 1843, à remplacer Jacques-Antoine Moerenhout au poste de consul à Tahiti, puis au gouvernement des îles Marquises et au commandement de la subdivision navale.

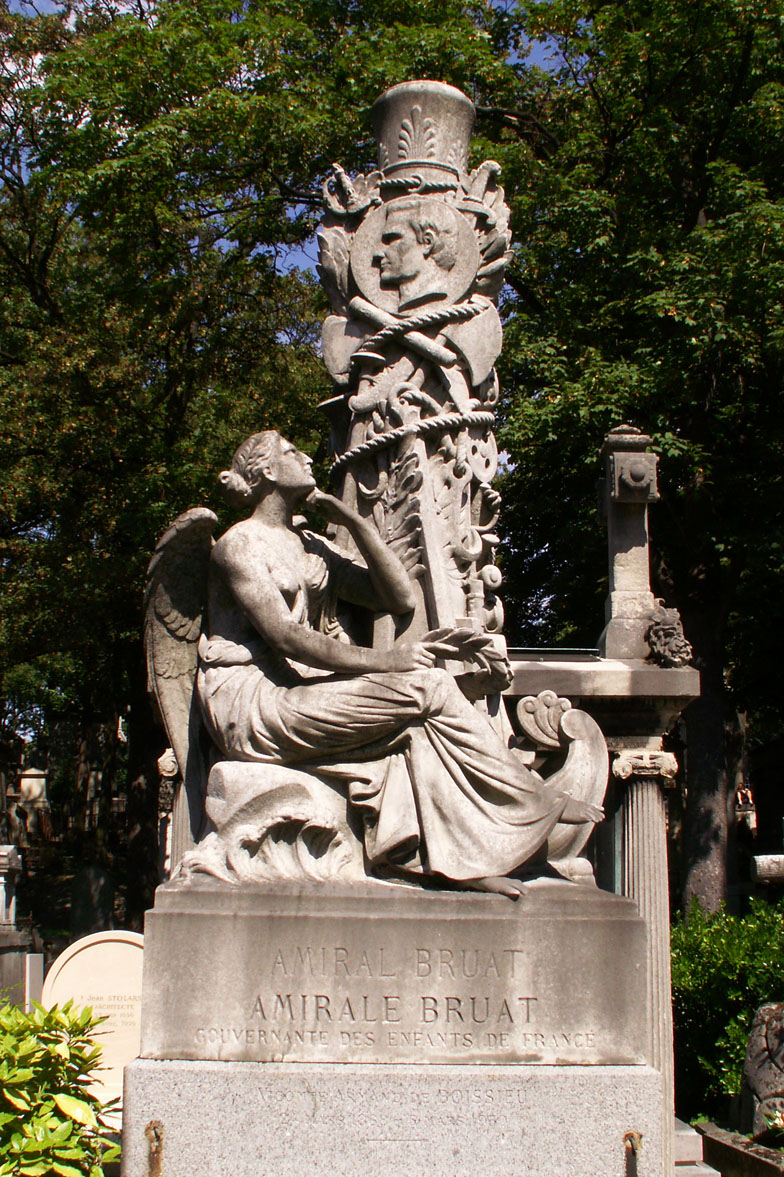
Tombe de l'amiral Bruat et de sa femme au cimetière du Père-Lachaise (division 27), par Hippolyte Maindron.

Il est nommé ensuite gouverneur des établissements de l'Océanie. Il réussit, sur les conseils de Moerenhout et malgré les intrigues anglaises, à faire accepter par la reine de Tahiti Pōmare IV le protectorat de la France, est nommé en 1849, gouverneur des Antilles, maintint l'ordre et le travail dans les colonies, malgré la récente émancipation des esclaves, 
En 1854, pendant la campagne de Crimée il est appelé à prendre le commandement en chef de la flotte française, et se distingua par une expédition hardie dans la mer d'Azov, ainsi que par la prise de Kinbourn. Le 5 mars 1855, il devient titulaire de la médaille militaire.
Le 19 novembre 1855, Armand Joseph Bruat meurt du choléra. Ses funérailles se déroulent à Toulon le 5 décembre 1855 . Sa dépouille est inhumée au cimetière du Père-Lachaise (27e division).
Sa veuve, Caroline-Félicie Peytavin, est nommée en 1856 gouvernante de la maison du prince impérial[réf. nécessaire] et sera désignée, y compris sur les documents officiels, "Mme l'amirale Bruat".

## Postérité
En 1864, une statue de l'amiral Bruat est réalisée par Bartholdi à Colmar.
À Papeete, le nom d'avenue Bruat a été donné à l'une des plus anciennes voies de la ville, et sans doute la plus prestigieuse, de 1880 à 2006. À cette date, le gouvernement indépendantiste d'Oscar Temaru a décidé de rebaptiser cette avenue de nom de Pouvanaa a Oopa, figure tutélaire du nationalisme polynésien, par opposition à l'amiral responsable du protectorat français en Polynésie française.
L'amiral Armand Joseph Bruat a très probablement inspiré le personnage du père de Marguerite Guyon tel qu'il apparaît dans Le Journal de Marguerite, roman de Victorine Monniot paru en 1857. De fait, la jeune communiante qui fait office de personnage principal emprunte par ailleurs son prénom à la seconde des trois filles de l'amiral, la plus jeune, Berthe, ayant donné le sien à une sœur de la jeune héroïne. Ces emprunts viennent de ce que l'auteur était l'institutrice de ces deux filles de l'amiral quand elle composa son œuvre.
Sa fille, Marie Marguerite Adèle Bruat (31 août 1844 - 1928) a épousé en 1877, Ernest Arrighi de Casanova, 2e duc de Padoue.

### Sources et bibliographie
- Marie-Nicolas Bouillet  et Alexis Chassang (dir.), « Armand Joseph Bruat » dans Dictionnaire universel d’histoire et de géographie, 1878 (lire sur Wikisource)
- « Armand Joseph Bruat », dans Charles Mullié, Biographie des célébrités militaires des armées de terre et de mer de 1789 à 1850, 1852 [détail de l’édition]
- « Armand Joseph Bruat », dans Adolphe Robert et Gaston Cougny, Dictionnaire des parlementaires français, Edgar Bourloton, 1889-1891 [détail de l’édition]
- Jean-Marie Schmitt, « Armand Joseph Bruat », in Nouveau Dictionnaire de biographie alsacienne, vol. 5, p. 374